# 井笠鉄道機関車第4号形蒸気機関車
井笠鉄道機関車第4号形蒸気機関車（いかさてつどうきかんしゃだい4ごうがたじょうききかんしゃ）は、井笠鉄道に在籍した蒸気機関車の1形式である。ここではほぼ同型の増備車である7を合わせて記載する。

## 概要
開業以来順調に増加する乗客、貨物に対応すべく機関車第四號として6が1923年1月13日に、そして1925年2月の神辺支線高屋延長とこれに伴う両備鉄道との直通運転開始で生じた所要数増により機関車第五號として7が1925年4月15日に、それぞれ設計認可を受け竣工した。いずれもドイツのオーレンシュタイン・ウント・コッペル-アルトゥール・コッペル（Orensteim & Koppel-Arthur Koppel A.-G.）社製で、6は1922年8月に、7は1923年に完成していたことが確認されている。
取扱はいずれも開業時に発注された1 - 3 と同様、三井物産-オットー・ライメルス商会（Otto Reimers & Co.）経由である。

## 構造
運転整備重量12.19t、軸距1,600mm（800mm+800mm）、出力60PSのC型飽和式単式2気筒サイド・ウェルタンク機である。この仕様は、本来井笠が開業前に認可申請を行っていた1号機関車となるべき車両と同一スペックであり、井笠にとっては待望の機関車であったことになる。
同系機としては7の他、6と製番が前後する一畑軽便鉄道4や栃尾鉄道6などが日本に輸入された。
同一メーカー製の1 - 3と基本的な構造は似通っているが一回り大形の強力機であり、1 - 3では台枠からステーを出して支えてあった左右のサイドタンクがより大型・大容量化され、台枠の上面を左右に延長した丈夫な床板上に搭載されておりどっしりした印象を与える。もっともこれは台枠内のウェルタンクが動軸数の増加で縮小を余儀なくされ、その分をサイドタンクの増大で補ったためであり、サイド・ウェル双方のタンクを合わせた容積は1.46立方メートルと、1 - 3の1.36立方メートルと比較してそれほど大きくなっていない。
弁装置は1形と同じワルシャート式、主動輪は第3動輪で動輪径が1 - 3より50mm拡大されて650mmとなっており、第2動輪は曲線通過を容易とするためにフランジを省略してある。
なお、6と7の竣工段階での外観上の相違点は煙突の形状とその左右下部の蒸気管覆いの有無で、いずれも煙突に一体型の鋳造品を使用していたが、7の方がより大きなものを装着しており、6は蒸気管とボイラ台座を全て覆い隠す一体型の覆いを取り付けていたのに対し、7は覆いを装着せず蒸気管や台座がそのまま露出していた。
連結器はピン・リンク式で、6の新造時には中心高さが349mmであったが、両備鉄道との直通に備えて1925年1月15日付けで同社車両と同じ501mmに引き上げ改造が実施されており、またこの改造以降に入線した7は当初より連結器中心高501mmとしてあった。
ブレーキは比較的大型機ながら片押しシューによる手ブレーキのみを備え、蒸気ブレーキなどは装備していない。

## 運用
強力機故に井原 - 笠岡間の本線を主体に貨客の主力車として、1961年10月16日のホジ100形新製投入に伴う除籍まで重用され続け、井笠で最後まで使用された蒸気機関車となった。
もっとも、酷使された分だけ各部の摩耗や破損も多かったらしく、たびたび修理を実施された形跡があり、7は後年になって煙室扉を交換され、更に煙室側面の蒸気管覆いがボイラ寄りの上半分だけに追加された。また、戦中戦後の資材難もあってか、妻面の小判形の窓の内側に更に桟が入れられて中央部の四角形の部分のみにガラスを入れてあった。

### 保存
廃車後、2両とも一旦は鬮場（くじば）車庫の奥に留置されたが、その後スクラップとして売却され、6はそのまま解体処分となった。
ところが、7については売却先の手で姫路市英賀保に持ち込まれてそこで長期間にわたって保管された。この間、「茄子畑のコッペル」として鉄道ファン1970年10月号で折り込みカラー写真で紹介されて有名になった。その後は、1970年代後半に同じ姫路市内にあったパチンコ店の駐車場に移設されてそこで再塗装など施された上で展示され、1980年代にはやはり姫路市内の国道250号線沿いにホームセンターが開店した際に「ホリデー号」なるロゴを入れた派手な塗装を施されて置かれるなど、姫路市内の南部を転々とした。
のち、野辺山SLランド（長野県南佐久郡南牧村）園内で静態保存されたが、2018年の同施設閉園にともない、古河機械金属古河足尾歴史館（栃木県日光市）に譲渡され2019年から静態保存されている。なお歴史館は2024年11月24日に閉館され、ボランティアグループ「あしおトロッコ館」が営業を引き継いでいる。